# AtheOS File System
AtheOS File System (AFS) – system plików stworzony w projekcie AtheOS, a obecnie używany w jego odnodze Syllable. AFS był wzorowany na systemie plików BeFS, używanym przez system operacyjny BeOS.
AFS jest systemem 64-bitowym z księgowaniem całych plików oraz metadanych. Obsługa atrybutów plików pozwala trzymać informacje o przechowywanych plikach jako pary nazwa+wartość, a indeksowanie plików i atrybutów przyśpiesza ich wyszukiwanie.
Implementacja w Syllable jest wciąż nieukończona, co oznacza, że dane nie są jeszcze w pełni bezpieczne. Dotyczy to w szczególności księgowania, a więc odtworzenie danych po awarii systemu może być niemożliwe, a dysk niezdatny do zamontowania.